# Orquestra Sinfônica Municipal de Campinas

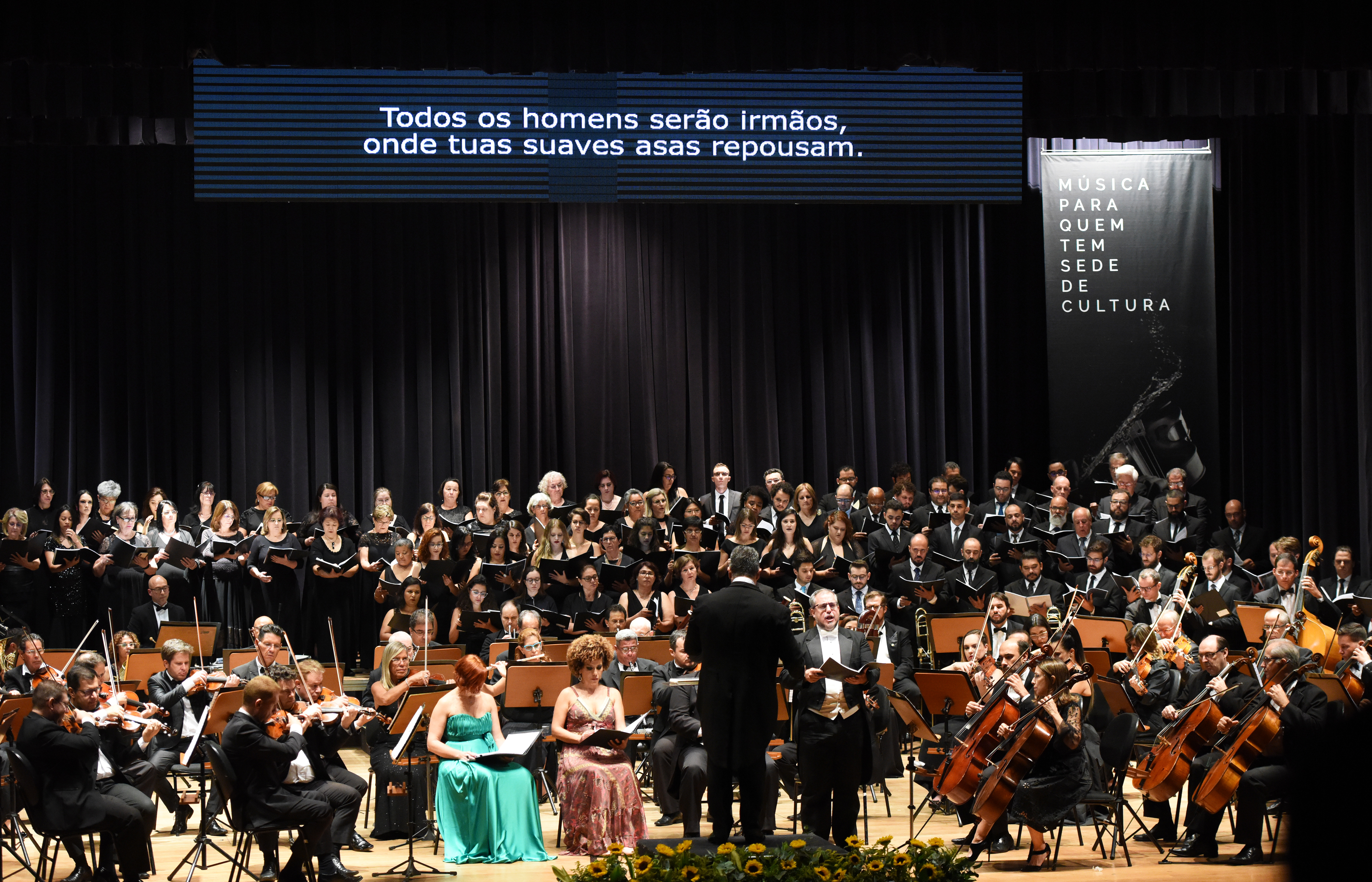
Orquestra Sinfônica Municipal de Campinas em 2020

A Orquestra Sinfonica Municipal de Campinas, também conhecida como Sinfônica de Campinas, é a maior orquestra brasileira fora de uma capital.[carece de fontes?]

## História

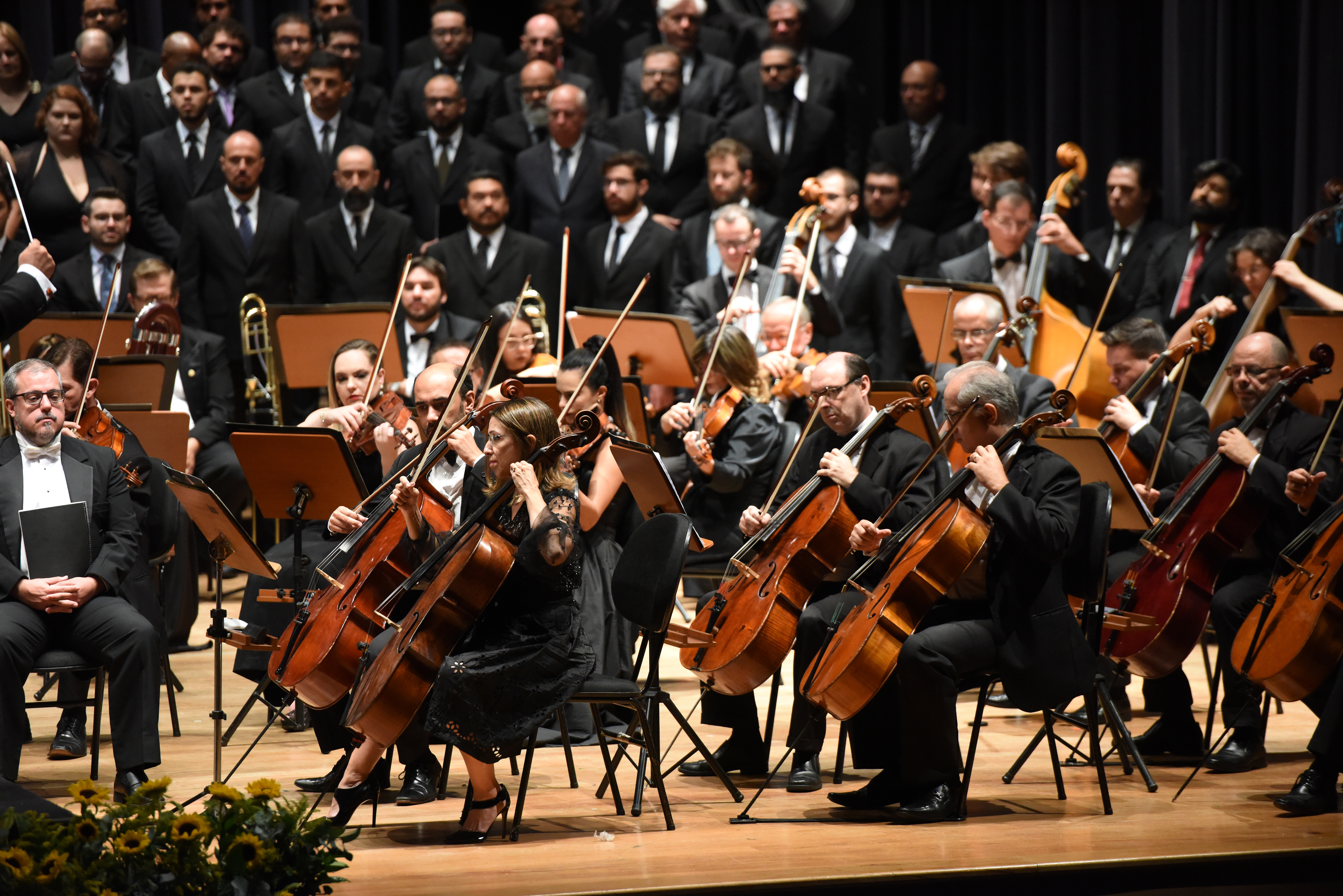
OSMC durante abertura oficial da temporada de apresentações.

Comparado com outras algumas cidades brasileiras, que contam com quase quinhentos anos de tradição musical, a história da música em Campinas não é muito longa, as primeiras referências são de 1815, quando aqui chegou Manuel José Gomes, o pai de Carlos Gomes. Mas ao contrário de algumas dessas cidades mais antigas, onde restou apenas a tradição, a vida musical de Campinas sempre foi muito vigorosa e manteve, desde aquela época, uma atividade incessante e de alta qualidade.
Manuel José Gomes era conhecido como Maneco Músico e veio para a então Vila de São Carlos para ser o mestre de capela, isto é, deveria ser o responsável pela música que acompanhava as cerimônias religiosas. Além de preparar e reger a orquestra e o coro para as apresentações na igreja, o mestre de capela deveria também ensinar música a meninos (meninas não aprendiam música nessa época), compor peças musicais para as diversas cerimônias religiosas, copiar músicas de outros autores e ainda contratar e pagar os músicos. Nesta atividade Maneco Músico permaneceu por mais de cinquenta anos, de 1815, quando chegou, até sua morte em 1868.
Manteve sempre uma intensa atividade que pode ser comprovada em uma visita ao Museu Carlos Gomes em Campinas, onde estão preservados seus manuscritos musicais. Ali está guardada parte da memória musical brasileira, já que, além de suas composições, Maneco realizou cópias de obras de importantes compositores brasileiros, das quais restaram apenas as suas cópias em todo o país. Precisamos lembrar que durante o século XIX só havia impressão musical no Rio de Janeiro e os manuscritos eram a única maneira de preservar uma composição e por isso esse material era considerado uma preciosidade.
Se imaginarmos que a atividade musical de Maneco perdurou de forma ininterrupta por cinquenta e três anos, podemos ter uma noção da quantidade de música que ele produziu e do grande número de alunos aos quais transmitiu a "arte da música", como se dizia naquele tempo. Quando ele faleceu em 1868, ao contrário da época em que aqui chegou, quando não havia vida musical, Campinas já tinha uma vida musical estabelecida, com bandas e orquestras ativas, um grande número de músicos profissionais e amadores, além de professores, tanto formados por ele, como outros que aqui chegaram.
Todos os filhos homens de Maneco foram músicos, mas o que mais se destacou foi Carlos Gomes (1836-1896), que viveu grande parte de sua vida na Itália. Mas outro filho de Maneco aqui permaneceu e continuou o trabalho do pai, de quem foi sucessor artístico. José Pedro de Sant'Anna Gomes (1834-1908), além da atividade de professor e violinista, foi regente da Orquestra do antigo Teatro São Carlos, a primeira orquestra estabelecida de que se tem notícia em Campinas.
A Orquestra Sinfônica Municipal de Campinas foi a primeira instituição do gênero a surgir em uma cidade brasileira fora de capital de Estado. Documentos de 1929 vieram à tona em outubro de 2014, e comprovam que a Sinfônica de Campinas foi criada, formalmente, em 6 de outubro daquele ano, como Associação Symphonica Campineira.
Esses dados comprovam que a Orquestra Sinfônica Municipal de Campinas é uma das mais antigas do País em atividade, se não a mais antiga. O concerto de estreia foi apresentado no dia 15 de novembro de 1929, sob regência do maestro Salvador Bove. Desde então, a orquestra encanta o público com obras de grandes compositores e privilegia o trabalho de artistas regionais.
Essa orquestra teve grande prestígio em seu tempo e quando aqui aportavam grandes companhias de ópera estrangeiras, traziam solistas, cenógrafos, maquinistas, figurinistas, e tudo o que fosse necessário para a montagem de uma ópera, exceto a orquestra, já que o Teatro São Carlos tinha uma boa orquestra que poderia responder pela parte musical sem o menor problema. Sant'Anna Gomes faleceu em 1908, o Teatro São Carlos foi demolido em 1922 para dar lugar ao Teatro Carlos Gomes (que só foi inaugurado em 1930 e demolido em 1965), até que em 1929 um grupo de cidadãos resolveu fundar a uma sociedade que teria por meta reunir os músicos dispersos na cidade e manter acesa chama da música sinfônica na cidade. A meta da Sociedade Symphonica Campineira era criar e manter uma orquestra de caráter amador.

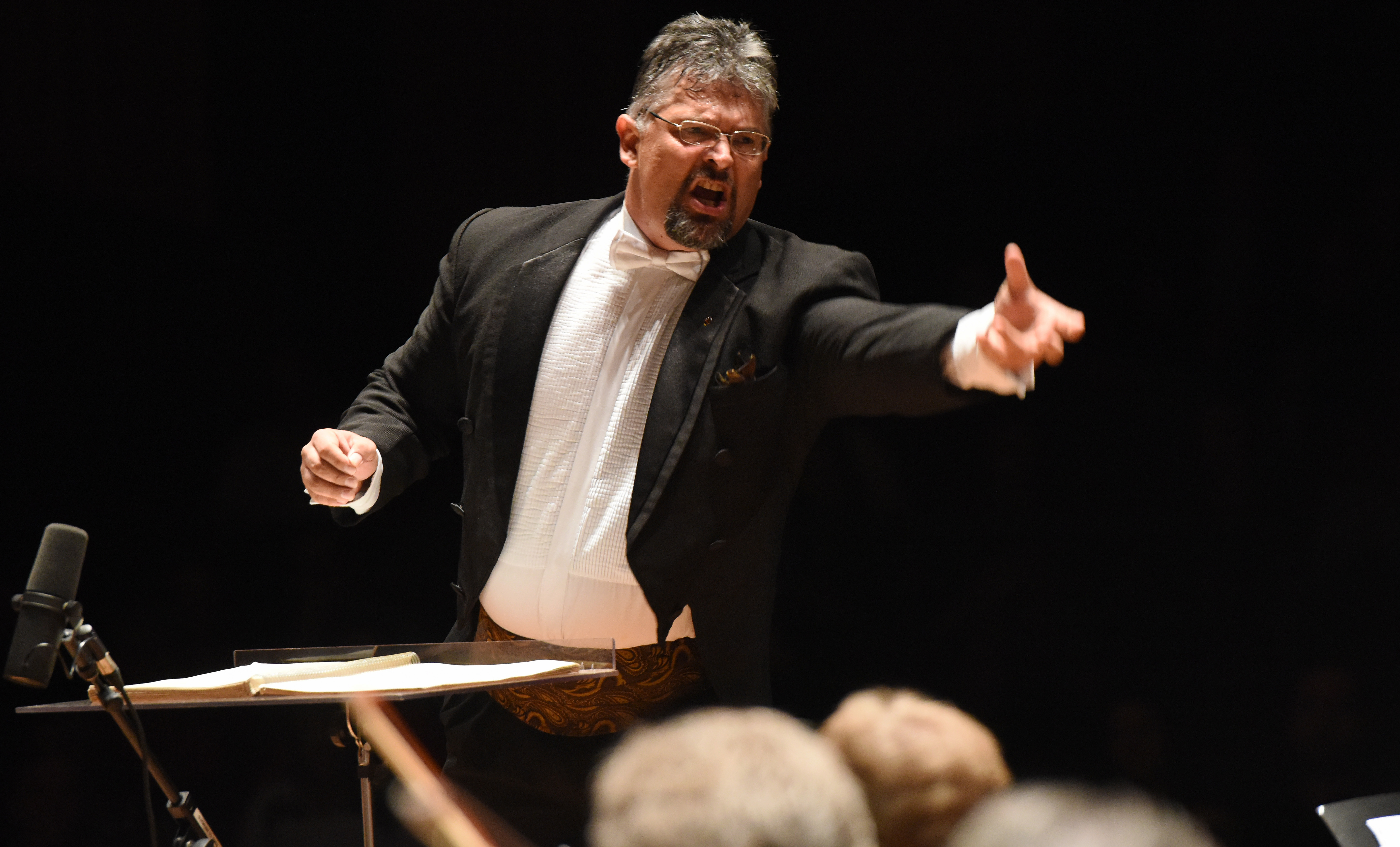
Victor Hugo Toro, diretor artístico e regente titular da OSMC entre 2011 e 2021.

Assim foi criada a Orquestra Sinfônica Campineira, cuja estreia ocorreu em 15 de novembro daquele ano no Cine-Teatro São Carlos sob a regência do maestro Salvador Bove. Mais tarde o grupo passou a ter uma estrutura semi-profissional, contando com músicos amadores e outros profissionais que trabalhavam sem vínculo empregatício, e só se juntavam à orquestra em dias de concerto.
Essa situação perdurou até 1974, quando foi decidida a criação da Orquestra Sinfônica Municipal de Campinas, agora com uma estrutura profissional mantida exclusivamente pela Prefeitura Municipal de Campinas.
Em 1975, passa a ser mantida pela Prefeitura de Campinas, quando foi consolidada na estrutura que perdura até os dias atuais. As décadas de história, registradas em atas, cartas, recibos, notas e livros demonstram o apreço do público campineiro e regional pela música erudita, que tornou Campinas rota indispensável dos principais programas sinfônicos e operísticos do País.
O primeiro regente foi o maestro Benito Juarez que se manteve à frente do grupo durante 25 anos, período em que a Orquestra se consagrou internacionalmente. Conquistou diferentes públicos pela pluralidade de repertórios, que transitaram entre o erudito e o popular, com maestria e excelência. Comprometida com seu tempo musical (e histórico), a Sinfônica participou dos comícios das “Diretas Já”, em abril de 1984, em São Paulo, em momento antológico.
Após a sua saída, foi designado o maestro Aylton Escobar, até que em novembro de 2003 assumiu como maestro titular, Cláudio Cruz, escolhido a partir de uma lista tríplice resultado da votação direta dos músicos.

## Atual constituição

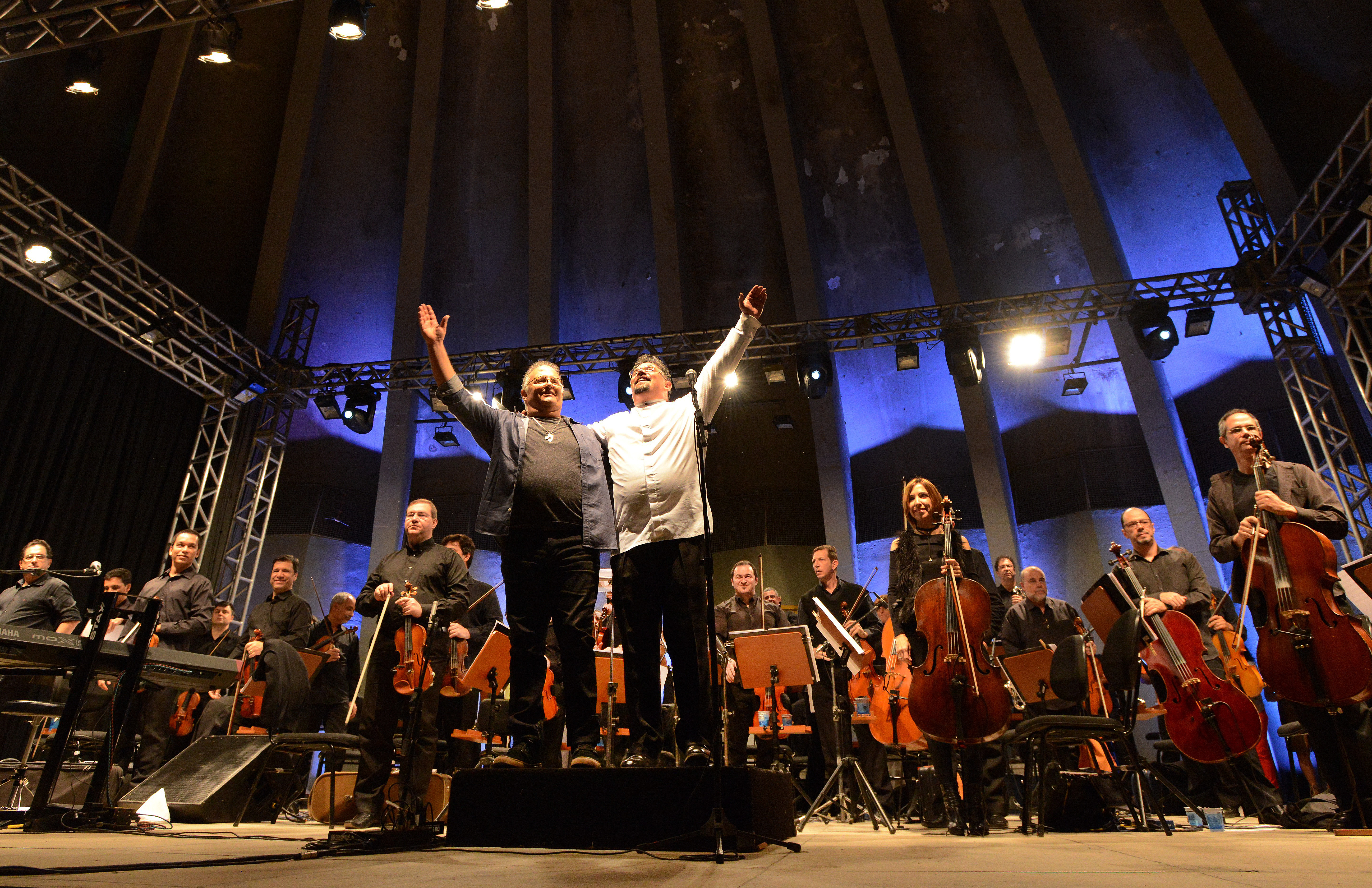
Guilherme Arantes e Orquestra Sinfônica Municipal de Campinas na Concha Acústica.

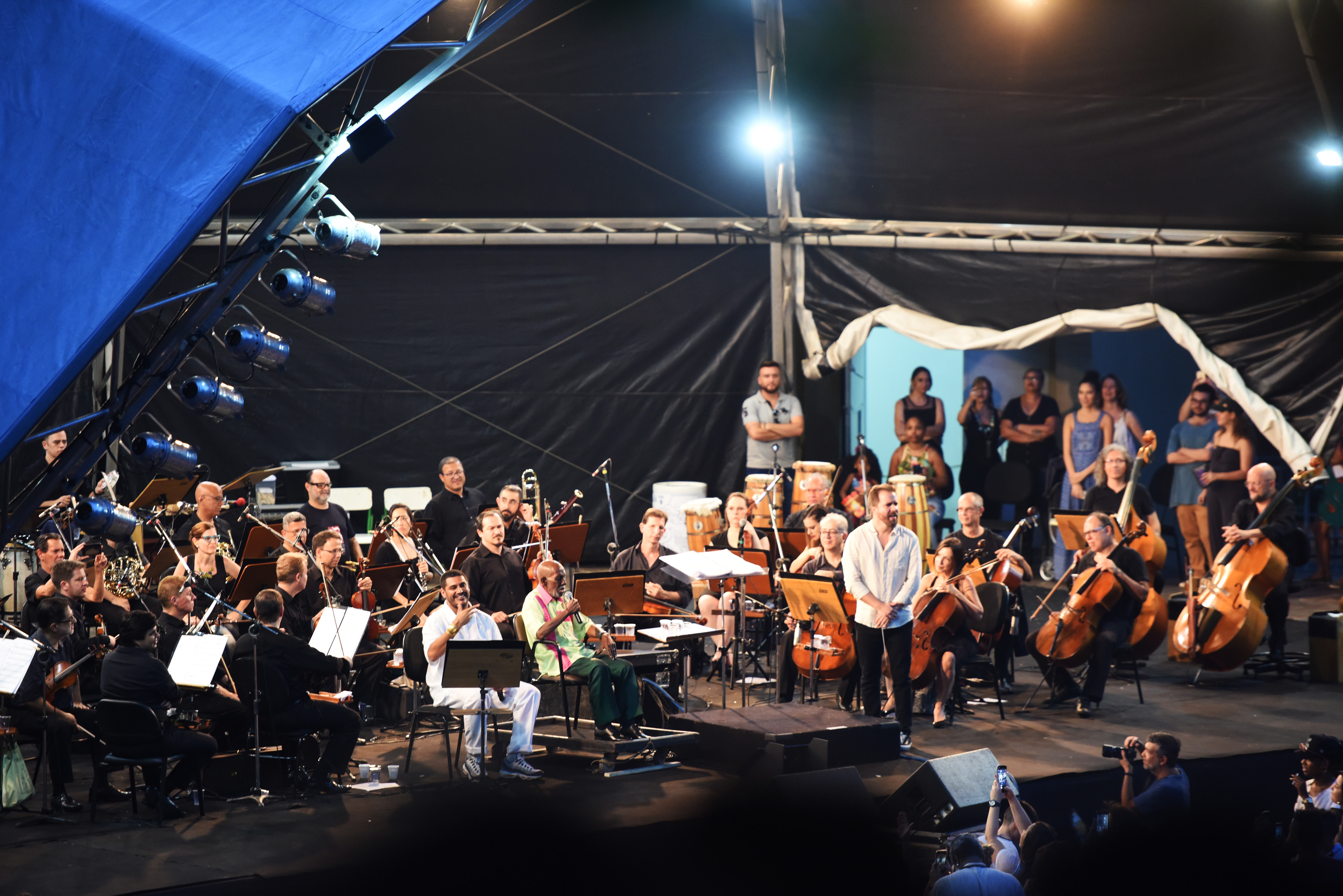
Criolo e Nelson Sargento se apresentam junto com a Orquestra Sinfônica Municipal de Campinas na Concha Acústica.

O surgimento da Sinfônica de Campinas data do início do século XX, quando a cidade de Campinas se transformou em rota obrigatória de alguns dos principais programas sinfônicos e operísticos brasileiros, fato este que estimulou a criação de uma orquestra local. A Sinfônica de Campinas, uma das mais dinâmicas orquestras do país, foi a primeira instituição de seu gênero a surgir em uma cidade brasileira que não é capital de seu Estado. 
Uma das propostas da orquestra é disseminar a boa música de grandes compositores, nacionais e internacionais, ao maior número possível de pessoas em toda a Região Metropolitana de Campinas, procurando sempre valorizar, além da obra de seu mais ilustre compositor, o Maestro Antônio Carlos Gomes, também o trabalho de novos compositores. 
As Temporadas Anuais compreendem os Concertos Oficiais, os Concertos Didáticos e Concertos Especiais, que acontecem no Teatro Municipal José de Castro Mendes e também os Concertos Populares, que ocorrem descentralizados em várias regiões da cidade, possibilitando a todo cidadão o acesso ao bem cultural que lhe pertence.
Uma característica marcante da Sinfônica de Campinas é sua diversidade e heterogeneidade musicais, apresentando em seu repertório obras populares e eruditas, executadas sempre com alta qualidade artística e técnica.
A presença de grandes regentes e prestigiados solistas da cena erudita brasileira e internacional junto à OSMC constata seu indiscutível valor e potencial artístico.
Atualmente, a Orquestra Sinfônica Municipal de Campinas tem como diretor administrativo, Fernando Zuben.